# Česká hokejová extraliga 2025/2026
Česká hokejová extraliga 2025/2026 bude 33. ročníkem nejvyšší hokejové soutěže v České republice. Začne 10. září 2025 a skončí nejpozději 30. dubna 2026. Kvůli Zimním olympijským hrám v roce 2026 bude na měsíc pozastavena.

## Kluby podle krajů
- Praha: HC Sparta Praha
- Středočeský kraj: BK Mladá Boleslav, Rytíři Kladno
- Jihočeský kraj: Banes Motor České Budějovice
- Plzeňský kraj: HC Škoda Plzeň
- Karlovarský kraj HC Energie Karlovy Vary
- Ústecký kraj: HC Verva Litvínov
- Liberecký kraj: Bílí Tygři Liberec
- Královéhradecký kraj: Mountfield HK
- Pardubický kraj: HC Dynamo Pardubice
- Jihomoravský kraj: HC Kometa Brno
- Olomoucký kraj: HC Olomouc
- Moravskoslezský kraj: HC Oceláři Třinec, HC Vítkovice Ridera

## Základní údaje na začátku sezony
| Klub                         | Hlavní trenér     | Kapitán       | Předchozí sezona | Soupiska |
| ---------------------------- | ----------------- | ------------- | ---------------- | -------- |
| HC Kometa Brno               | Kamil Pokorný     | Jakub Flek    | Zlatá medaile    | zde      |
| HC Dynamo Pardubice          | Filip Pešán       | Lukáš Sedlák  | Stříbrná medaile | zde      |
| HC Sparta Praha              | Pavel Gross       |               | Bronzová medaile | zde      |
| Mountfield HK                | Tomáš Martinec    | Tomáš Pavelka | 4. místo         | zde      |
| HC Energie Karlovy Vary      | Pavel Patera      | Jiří Černoch  | 5. místo         | zde      |
| Banes Motor České Budějovice | Ladislav Čihák    |               | 6. místo         | zde      |
| BK Mladá Boleslav            | Richard Král      | Adam Jánošík  | 7. místo         | zde      |
| HC Oceláři Třinec            | Zdeněk Moták      | Petr Vrána    | 8. místo         | zde      |
| HC VERVA Litvínov            | Michal Broš       | Matúš Sukeľ   | 9. místo         | zde      |
| HC Škoda Plzeň               | Josef Jandač      | Jan Schleiss  | 10. místo        | zde      |
| Bílí Tygři Liberec           | Jiří Kudrna       | Tomáš Filippi | 11. místo        | zde      |
| HC VÍTKOVICE RIDERA          | Václav Varaďa     | Juraj Mikuš   | 12. místo        | zde      |
| Rytíři Kladno                | David Čermák      |               | 13. místo        | zde      |
| HC Olomouc                   | Róbert Petrovický | Jiří Ondrušek | 14. místo        | zde      |

## Tabulka základní části
| Poř. | Tým                          | Z | V | VP | PP | P | VG | OG | B |
| ---- | ---------------------------- | - | - | -- | -- | - | -- | -- | - |
| 1.   | HC Sparta Praha              | 0 | 0 | 0  | 0  | 0 | 0  | 0  | 0 |
| 2.   | Mountfield HK                | 0 | 0 | 0  | 0  | 0 | 0  | 0  | 0 |
| 3.   | HC Dynamo Pardubice          | 0 | 0 | 0  | 0  | 0 | 0  | 0  | 0 |
| 4.   | HC Kometa Brno               | 0 | 0 | 0  | 0  | 0 | 0  | 0  | 0 |
| 5.   | HC Energie Karlovy Vary      | 0 | 0 | 0  | 0  | 0 | 0  | 0  | 0 |
| 6.   | Banes Motor České Budějovice | 0 | 0 | 0  | 0  | 0 | 0  | 0  | 0 |
| 7.   | HC VERVA Litvínov            | 0 | 0 | 0  | 0  | 0 | 0  | 0  | 0 |
| 8.   | HC Škoda Plzeň               | 0 | 0 | 0  | 0  | 0 | 0  | 0  | 0 |
| 9.   | BK Mladá Boleslav            | 0 | 0 | 0  | 0  | 0 | 0  | 0  | 0 |
| 10.  | HC Oceláři Třinec            | 0 | 0 | 0  | 0  | 0 | 0  | 0  | 0 |
| 11.  | Bílí Tygři Liberec           | 0 | 0 | 0  | 0  | 0 | 0  | 0  | 0 |
| 12.  | HC VÍTKOVICE RIDERA          | 0 | 0 | 0  | 0  | 0 | 0  | 0  | 0 |
| 13.  | Rytíři Kladno                | 0 | 0 | 0  | 0  | 0 | 0  | 0  | 0 |
| 14.  | HC Olomouc                   | 0 | 0 | 0  | 0  | 0 | 0  | 0  | 0 |